# Helosciadium inundatum
Helosciadium inundatum — вид квіткових рослин з родини окружкових (Apiaceae). Ареал: Алжир, Бельгія, Данія, Франція, Німеччина, Велика Британія, Греція, Ірландія, Італія (у т. ч. Сицилія), Марокко, Нідерланди, Польща, Португалія, Іспанія, Швеція, Туніс.

## Середовище
Віддає перевагу мілководним водам від оліготрофних до мезотрофних, тобто бідних поживними речовинами, з перегнійно-торф'яним (болотним) мулистим або піщаним дном. 

## Біоморфологічний опис
Це зелена трав'яниста багаторічна рослина і досягає висоти від 15 до 60 сантиметрів. Їхні іноді червонуваті стебла ростуть розпростертими або плавають у воді й зазвичай мають довжину від 25 до 75 сантиметрів. Листки занурені й тонкі, як волосок, від двох до майже чотирьох разів перисто-розсічені. Період цвітіння припадає переважно на червень-липень. Здавалося б, супротивно розташовані подвійні зонтичні суцвіття відносно невеликі, дуже непоказні і мають лише два-чотири промені. Білуваті пелюстки мають довжину лише 0,5 міліметра. Плоди яйцеподібної форми жовто-коричневого кольору, довжиною від 2,5 до 3 міліметрів. Число хромосом 2n = 22.